# Romano Bonaventura
Romano Bonaventura (zm. 20 lutego 1243) — włoski kardynał.

## Życiorys
Nominację kardynalską (z tytułem diakona S. Angelo in Pescheria) uzyskał od papieża Innocentego III na początku 1216 roku. Uczestniczył w papieskiej elekcji 1216. Służył jako legat papieski we Francji, gdzie uczestniczył w synodach w Bourges, Paryżu i Tuluzie i wprowadził ustawodawstwo antyheretyckie. Był także gubernatorem Kampanii  i Spoleto oraz wikariuszem Rzymu. W 1231 roku został wybrany biskupem suburbikarnej diecezji Porto, jednak sakrę biskupią przyjął prawdopodobnie dopiero w 1235 roku, gdyż w bulli papieskiej datownej na 3 stycznia 1235 wciąż występuje jako diakon S. Angelo. Był zwolennikiem bezkompromisowej polityki Grzegorza IX wobec cesarza Fryderyka II. Uczestniczył w papieskiej elekcji 1241; był na niej wysuwany jako kandydat na papieża. Zmarł w trakcie sediswakancji po śmierci Celestyna IV.